# VLBI Exploration of Radio Astrometry

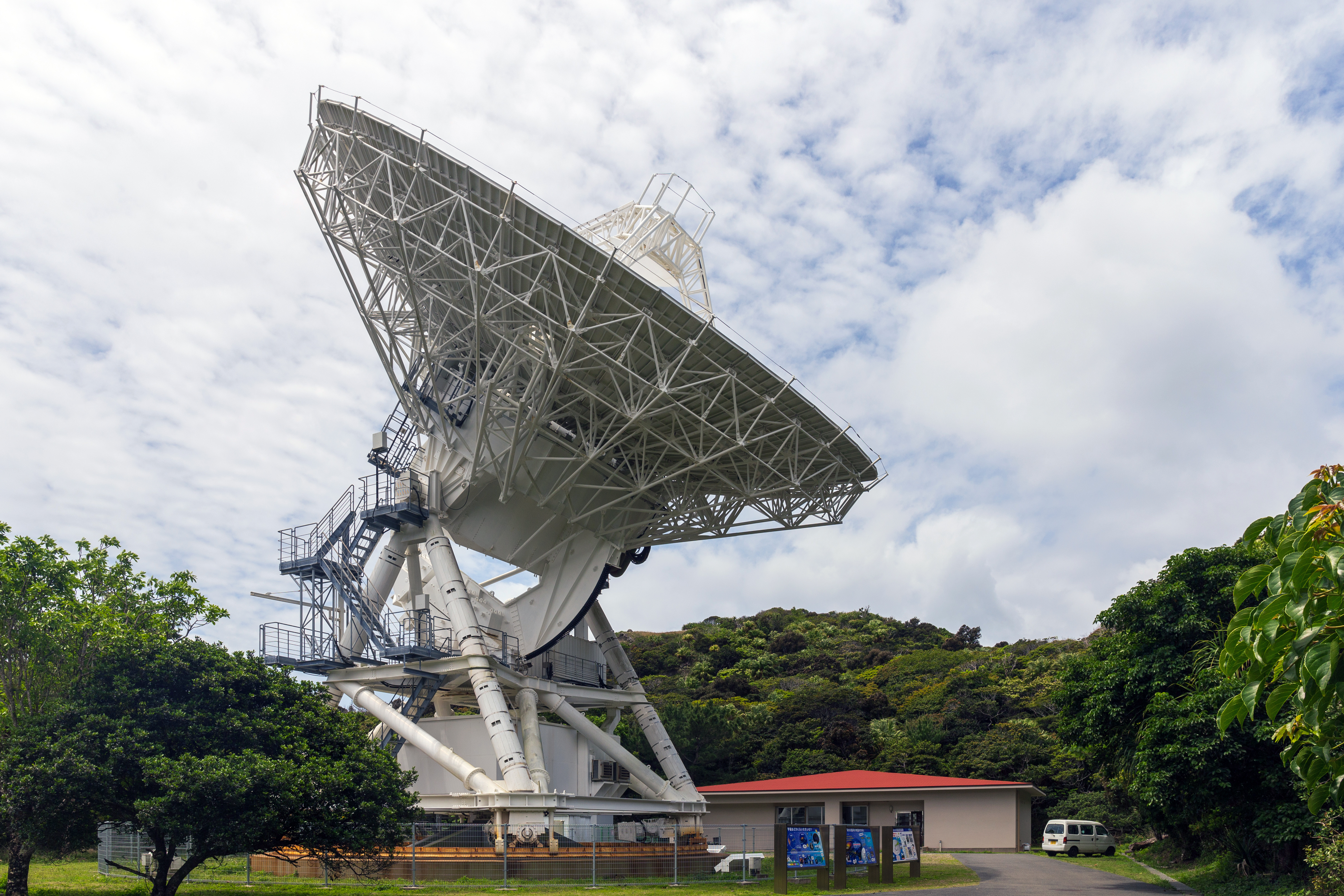

VLBI Exploration of Radio Astrometry(VERA)는 일본의 우주전파관층망이다. 구성 전파망원경은 4개로 각각 이와테현 오슈시, 가고시마현 사쓰마센다이시, 오키나와현 이시가키시, 도쿄도 오가사와라촌에 위치하고있다.

## 한국우주전파관층망과의 통합
한국천문연구원은 2011년 7월 20일 일본 국립천문대와 함께 양국의 전파망원경이 관측한 자료를 처리하는 '한일상관센터'의 공동운영을 위한 합의 각서에 조인했다고 밝혔다. 이에 따라 한국우주전파관측망과 일본의 VERA가 통합되어 지름 2000km의 거대 전파망원경의 효과를 낼 수 있게 될 예정이다.